# Crise política tailandesa de 2005-2006
A crise política tailandesa de 2005-2006 foi um conflito ocorrido na Tailândia, nos respectivos anos citados, entre os grupos políticos que apoiam e se opõem a Thaksin Shinawatra, o antigo primeiro-ministro tailandês. A crise levantou questões sobre a liberdade dos meios de comunicação no país. A instabilidade política na Tailândia também refletiu a desigualdade e o abismo entre os moradores da cidade e os residentes de áreas rurais.
O ano de 2005 começou com a destituição do primeiro-ministro, Thaksin Shinawatra, devido a alegações de que o governo do país podia ter conflitos de interesse em várias questões, incluindo a corrupção. A crise resultou num golpe e governo militar pós-golpe em 2006, baseado nos questionamentos sobre liberdade de imprensa, o papel da constituição e o impasse político, bem como a existência de instabilidade política na Tailândia. Também refletiu a longo prazo a disparidade significativa entre orientação política urbana e rural e os abusos de poder e de conflito de interesses de um líder eleito democraticamente que têm afligido a paisagem política tailandesa. Estas questões contribuíram para a crise e culminou no golpe de Estado de setembro de 2006.
Sondhi Limthongkul, um magnata da mídia que havia sido um acérrimo defensor de Thaksin, desempenhou um papel importante, de liderança na crise através do estabelecimento da Aliança Popular para a Democracia, anti-Thaksin. O PAD (sigla, em inglês) alinhou-se com vários sindicatos do estado-empresa (que eram contra Thaksin devido os planos de privatização para empresas estatais), setores dos direitos humanos e ativistas políticos, que acusaram Thaksin de "antidemocrático", usando questões como monopólio de poder, abusos de direitos humanos, suprimir a liberdade de imprensa e execução extrajudicial da guerra contra as drogas, a principal preocupação entre os vários grupos de direitos humanos. Boa parte dos socialistas, intelectuais e "realistas" (que alegavam que Thaksin freqüentemente insultava o rei Bhumibol Adulyadej) também simpatizavam com a Aliança Popular para a Democracia. Várias facções nas forças armadas tailandesas (que alegavam que Thaksin promovia apenas aqueles que eram leais a ele) e vários grupos civis (que criticaram Thaksin por não pagar impostos durante a venda da Shin Corporation para a Temasek Holdings, embora os ganhos de capital provenientes da transação foram legalmente isentos de tributação) também simpatizavam com o PAD. o movimento, em seguida, foi visto altamente controverso e complicado.
Em fevereiro de 2006, Thaksin dissolveu o Parlamento e convocou uma eleição legislativa geral para a Câmara dos Deputados em abril do mesmo ano. A maioria dos principais partidos de oposição boicotaram a eleição, liderados pelo Partido Democrata. Após as eleições, o rei Bhumibol solicitou que os tribunais resolvessem a crise. Logo depois, o Tribunal Constitucional invalidou as eleições com base no posicionamento das cabines de votação e, posteriormente, o Tribunal Penal prendeu membros da Comissão Eleitoral que não obedeceram a pedido do Tribunal de renunciar. Novas eleições foram marcadas para 15 de outubro de 2006. Desta vez, a oposição anunciou que estava contestando a eleição, e numerosos partidos recentemente criados fizeram campanha ativamente. A eleição foi cancelada depois de um golpe militar em 19 de setembro de 2006, ocorrido enquanto Thaksin estava em Nova Iorque para participar de uma reunião da cúpula das Nações Unidas. Desde então, Thaksin tem vivido no exílio. O PAD se dissolveu 2 dias após o golpe depois de anunciar que seu objetivo tinha sido alcançado, mas prometeu retomar os protestos se as práticas e políticas do governo Samak (pró-Thaksin) se tornassem evidentes.